# جرارد هالت
جرارد هالت (انگلیسی: Gérard Hallet؛ زادهٔ ۴ مارس ۱۹۴۶) بازیکن فوتبال اهل فرانسه است.
از باشگاه‌هایی که در آن بازی کرده‌است می‌توان به باشگاه فوتبال پاری سن ژرمن، باشگاه فوتبال اوسر، و باشگاه فوتبال پاریس اف سی اشاره کرد.